# OGE
OGE is een historisch merk van motorfietsen.
De bedrijfsnaam was: Motorfahrzeug- und Maschinenbau GmbH, Leipzig-Gohlis.
Duits merk, waarvan de eigenaar Oskar Giebels was. Hij bouwde van 1921 tot 1924 118cc-clip-on motoren en lichte motorfietsen.